# Омаглица
Омаглица или мрачење пред очима  је уобичајен и типично непријатан осећај вртоглавице  или осећај несвестице, који може бити кратак, продужен или, ретко, понављајући. Поред вртоглавице, појединац се може осећати као да му је глава без тежине, да се „окреће“ или врти ( вртоглавица ). 
Већина узрока омаглице није озбиљна а њени уобичајен симптоми обично нису знак нечег озбиљног, али ако се понавља требало би да је испита лекар.
Одржавање осећаја равнотеже захтева од мозга да обради различите информације добијене из очију, нервног система и унутрашњег уха. Ако мозак не може да обради ове сигнале, на пример када су поруке контрадикторне, или ако сензорни системи не функционишу како треба, особа може доживети омаглицу или вртоглавицу.
Омаглица је веома слична пресинкопи,  стадијум непосредно пре синкопе (несвестице), посебно у случајевима привременог губитка видног поља (у току кога вид постаје „таман“ или „затворен“ ). 

## Терминологија
Омаглица је реч која се често користи да опише два различита осећања - мрачење пред очима и вртоглавису. За лекара је важно да пацијент тачно зна шта мисли  када каже  „врти ми се у глави“ или мрачи ми се пред очима, јер му то може помоћи да сузи  листу могућих проблема.
- Омаглица се дефиниђе као осећај да ће се пацијент онесвестити, односно доживљава осећај се као да се он или његова околина помера. Осећај често нестаје или се смањује када пацијент легне. Ако се стање погорша, то може довести до осећаја скоре несвестице или до пролазног губитка свести (синкопе). Понекад омаглица може изазвати и осећај мучнине или повраћање.
- Вртоглавица или вертиго је осећај да се пацијент или његова околина крећу иако нема стварног кретања. Особа са вртоглавицом осећа да је ван равнотеже, да се окреће, врти се, пада или нагиње. Може осећати и јаку мучнину или повраћање, а може имати и проблеме са ходањем или стајањем. Често се деђава да особа са вртоглавицом изгуби равнотежу и падне, што се не дешава код омаглице.

## Етиологија
Омаглица може најчешће бити  показатељ привременог недостатка крви или кисеоника у мозгу због:
- пада крвног притиска
- брзе дехидрације услед повраћања
- дијареје
- високе температуре и грознице

Други узроци су:
- висинска болест
- низак ниво шећера у крви
- хипервентилација
- синдром постуралне ортостатске тахикардије
- напади панике
- анемије

Остали узроци, од којих су нека озбиљни, су:
- проблеми са срцем (укључујући абнормални срчани ритам или срчани удар)
- проблеми са дисањем као што су плућна хипертензија или плућна емболија
- мождани удар
- крварење
- шок. Многе особе, посебно како старе, доживљавају омаглицу ако пребрзо устају из лежећег или седећег положаја.

Омаглица често прати грип, хипогликемију, обичну прехладу или алергије. 
Омаглицу може изазвати употреба антихистаминика, као што је левоцетиризин, или неки антибиотици. 
Никотин или дувански производи могу изазвати омаглицу код неискусних корисника.
Наркотични лекови, као што је кодеин, такође могу изазвати омаглицу.

## Клиничка слика
Ако је присутан било који од ових озбиљних поремећаја, особа ће обично имати поред омаглици и додатне симптоме као што су:
- бол у грудима,
- осећај убрзаног рада срца,
- губитак говора,
- промене вида.

## Терапија
Лечење омаглице зависи од узрока или основног проблема. Лечење може укључивати исппијење пуно воде или других течности (осим ако је омаглица последица тровања водом, у ком случају је вода за пиће прилично опасна). 
Ако пацијент не може да задржи течност због мучнине или повраћања, можда ће му требати интравенска надокнада течности , као што је Рингеров раствор са лактатом. 
Пацијенти би требало да покушају да поједу нешто слатко и легну или седну и смање висину главе у односу на тело (на пример, стављајући главу између колена).
Други једноставни облици терапије укључују избегавање изненадних промена у држању када седи  или лежи и избегавање јаког светла.
Неколико есенцијалних електролита се излучује када се тело претерано зноји или током боравка у екстремну врућим срединама током дуже време, када прекомерно знојење може изазвати недостатак неких електролита, што може изазвати омаглицу.